# Robert Teichmüller
Pour les articles homonymes, voir Teichmüller.
Robert Teichmüller (Brunswick, 4 mai 1863 – Leipzig, 6 mai 1939) est un pianiste et un professeur allemand.

## Biographie
Il étudie le piano et la théorie de la musique avec Carl Reinecke au Conservatoire de Leipzig qu'il intègre en 1897 en tant qu'enseignant et en 1908 en tant que professeur détenteur de chaire, devenant l'un des professeurs de piano les plus influents de son temps. Parmi ses étudiants remarquables figurent Alfred Baresel (de), Günther Ramin, Rudolf Maria Breithaupt (de), Sigfrid Karg-Elert, Siegfried Rapp, Harry Dean, Kurt Hessenberg, Eileen Joyce, Sergeï Kulanko (fi), Martti Paavola, Rudolf Wagner-Régeny, Herbert Albert, Rudolf Mauersberger, Elinor Kaland (née Loose) et Ernst Oster, qui deviendra professeur de théorie. Il a également édité la musique pour piano de Mozart et Max Reger. En 1927, il écrit avec le compositeur Kurt Herrmann, une situation et un guide de la musique moderne pour piano : « Internationale moderne Klaviermusik: Ein Wegweiser und Berater ».